# Мартін Лінге
Лінге Мартін Йенсен (норв. Martin Jensen Linge; 11 грудня 1894, Лінге-Фарм — 27 грудня 1941, Молей) — норвезький кіноактор і діяч Руху Опору, капітан норвезької армії і командир 1-ї окремої норвезької роти при Управлінні спеціальних операцій Великої Британії.

## Біографія

### Ранні роки
Мартін Лінге народився в Норддалі (комуна Воґсей).
У 1915 році закінчив військову школу Тронгейма у званні молодшого офіцера. Грав з 1917 по 1918 роки в Тронгеймському театрі, з 1921 року з'явився на сцені Центрального театру Осло. З 1920 по 1930-ті роки Мартін грав на сцені і знімався в кіно, зігравши в п'яти фільмах. Театральний критик Кристіан Ельстер писав, що Лінге здавався йому зовні безпорадним, але привабливим, а в його голосі звучала щирість.

### Рух Опору
Влітку 1940 року Лінге, брав участь в обороні країни від німецьких військ, але був змушений був втекти до Великої Британії. Там він вступив в норвезькі загони Руху Опору і був зарахований до Управління спеціальних операцій. Група норвежців, які пройшли спеціальну підготовку для виконання особливо небезпечних завдань, незабаром перетворилася в 1-шу окрему норвезьку роту, командиром якої і став Лінге (пізніше цю роту називали просто «ротою Лінге» або «хлопцями Лінге»). Навесні 1941 року Мартін Лінге пройшов бойове хрещення після Лофотенского рейду, який став відомим як операція «Клеймор».

### Загибель
У грудні 1941 року його загін брав участь в операції «Арчері» по захопленню острова Воґсей, який був перетворений німцями у фортецю, для цього з острова виселили все цивільне населення. 27 грудня 1941 року Лінге поблизу міста Молей під час атаки на німецький штаб був смертельно поранений.
Похований Мартін Лінге був на Західному кладовищі Осло. Нурдаль Гріг присвятив йому вірш з наступними рядками:
15 червня 1942 року Мартін Лінге був посмертно нагороджений Норвезьким Військовим хрестом з мечем, також його посмертно нагородили британським хрестом «За видатну службу».

### Родина
Син, Ян Герман Лінге, став інженером-кораблебудівником. Онук — Еспен Гавардсгольм, письменник і автор книги «Мартін Лінге — мій дід. Роман про сім'ю з фотографіями».

## Пам'ять

### Кінематограф

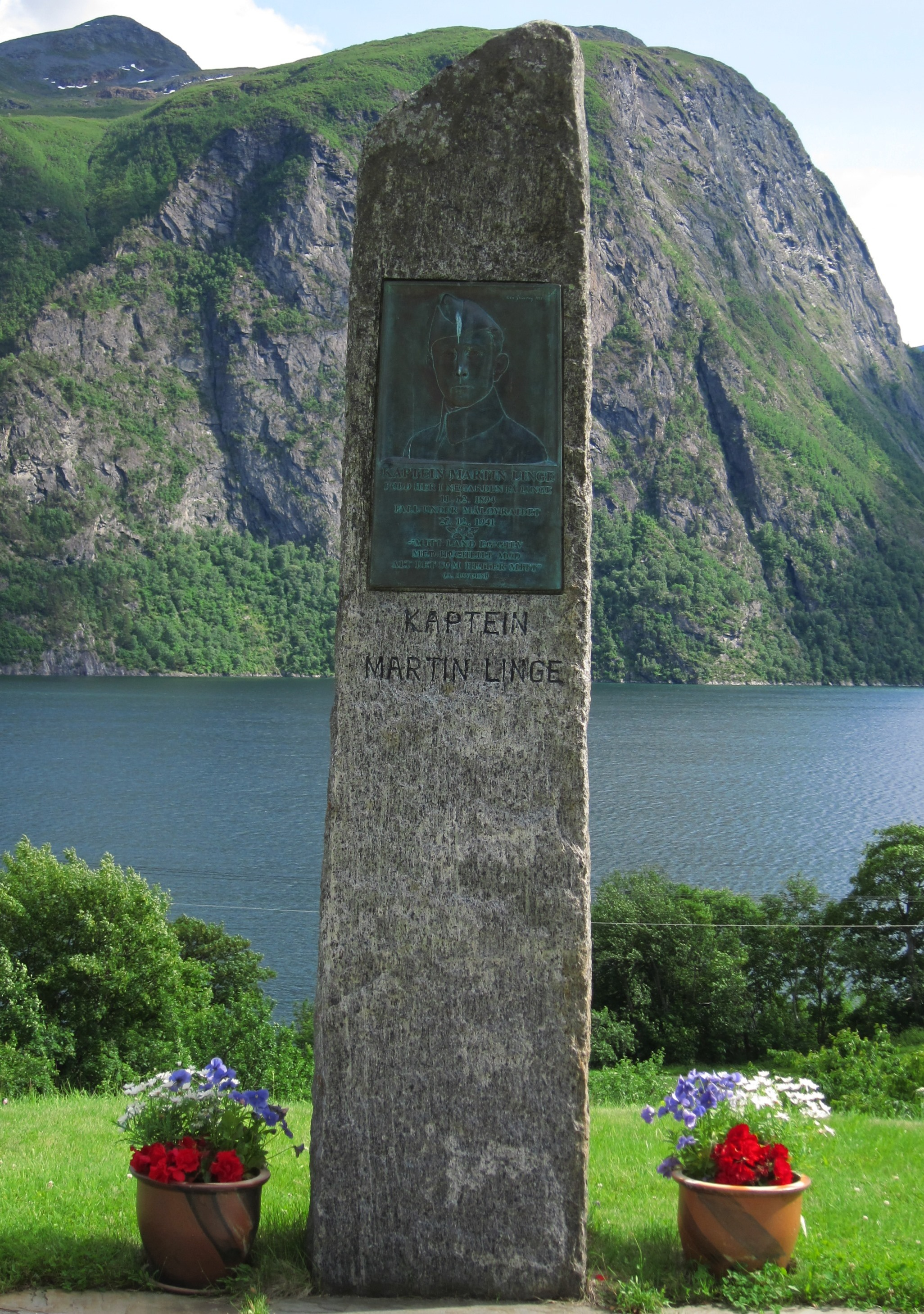
Пам'ятник Мартіну Лінге в Норддалі

8 травня 2004 року на Першому каналі Норвезького телебачення вийшов документальний фільм «Мартін Лінге — актор і легенда» режисерів Марі Анн Мюрванг і Рунара Шенга, присвячений легендарному діячу Руху Опору. Зйомкою фільму займалася компанія XpoMedia Ltd/FRM. У 2008 році у фільмі «Макс Манус: Людина війни» роль Лінге виконав Петтер Несс.

### Пам'ятники
- Пам'ятник у місті Молей у парку Лінге
- Пам'ятник у Норддалі на фермі, де народився і жив Мартін Лінге (відкритий крон-принцом Олафом 17 червня 1946)[8]
- Нафтова платформа в Північному морі носить ім'я Мартіна Лінге[9]

### Вулиці
- Вулиця капітана Лінге (Олесунн)
- Вулиця капітана Лінге (Ставангер)
- Вулиця Мартіна Лінге (Снароя)
- Вулиця Мартіна Лінге (Осло)
- Вулиця Мартіна Лінге (Стреммен)
- Вулиця Мартіна Лінге (Мохи)
- Вулиця Мартіна Лінге (Геймдал)

## Фільмографія
- 1926 — Vägarnas kung — Ола
- 1935 — Samhold må til — Уорден
- 1938 — Det drønner gjennom dalen — поліцейський
- 1938 — Bør Børson Jr.  — Нільс Баккен
- 1939 — Gjest Baardsen — рибак